# Rătești
Rătești è un comune della Romania di 3 345 abitanti, ubicato nel distretto di Argeș, nella regione storica della Muntenia.
Il comune è formato dall'unione 7 di villaggi: Ciupa-Manciulescu, Furduești, Mavrodolu, Nejlovelu, Patuleni, Rătești, Tigveni.